# Charles Möeller
Charles Möeller (Santos, 1967) es un escenógrafo, diseñador de vestuario, director teatral y actor brasileño, es considerado como el responsable del resurgimiento de teatro musical en Río de Janeiro a partir de mediados de la década de 1990.
Entre sus trabajos están Xica da Silva de la Rede Manchete.

## Carrera artística

### En televisión
- 1990 - Mico Preto - Jota
- 1991 - A História de Ana Raio e Zé Trovão - Werner
- 1995 - A Idade da Loba - Tadeu
- 1996 - Xica da Silva - Santiago

## Trabajos realizados

### Escenografía y vestuario
- O Concílio do Amor
- Boi Voador
- Hello Gershwin (direção de Marco Nanini)
- O Alienista
- Dorotéia (1991)
- De Rosto Colado (1993, direção de Marco Nanini)
- O Médico e o Monstro (1994)
- O Jovem Torless (1995)
- Exorbitâncias, uma Farândula Teatral (1995)
- Os Fantástikos (1996)
- Futuro do Pretérito (1996)
- Na Bagunça do Teu Coração (1997, direção de Bibi Ferreira)
- Volúpia (1997)
- O Casamento (1997)
- Amor de Poeta (1998)
- Auto da Compadecida (1998)
- Gula (1999)
- Os Libertinos (2000)
- Candide (2000)

### Dirección teatral
- As Malvadas (1997)
- O Abre Alas (1998)
- Cole Porter - Ele Nunca Disse que Me Amava (2000)
- Company (2001)
- Um Dia de Sol em Shangrilá (2001)
- A Diabólica Moll Flanders (2002)
- O Fantasma do Teatro (2002)
- Suburbano Coração (2002)
- Ópera do Malandro (2003)
- Tudo é Jazz! (2004)
- Sweet Charity (2005)
- Lado a Lado com Sondheim (2005)
- Sete, o musical (2007)
- A Noviça Rebelde (2008)
- O Despertar da Primavera (2009)

## Premios
- Premio Shell de vestuario por O Casamento (1997)
- Premio Sharp de mejor espectáculo por As Malvadas (1997)